# Pasarela del Malecón
La pasarela del Malecón (también denominada pasarela de Manterola) es un puente peatonal sobre el río Segura en la ciudad de Murcia (Región de Murcia, España), diseñado por el ingeniero Javier Manterola.

## Historia
Con la construcción de la pasarela del Malecón en 1997 se puso punto final al encauzamiento de un nuevo tramo urbano del río Segura en Murcia, el que discurre entre el puente de la autovía A-30 y el azud del Malecón, con la consecuente urbanización de la nueva margen situada en el barrio del Carmen (el actual paseo González Moreno). 
La pasarela se planteó por tanto para conectar esta nueva área del barrio con el centro de la ciudad a través del cauce urbano del río Segura. El puente sobrevuela el histórico azud que remansaba el caudal para permitir el paso de agua a los antiguos molinos de San Francisco y de los Álamos, cuyas ruinas aparecen a los lados, en las cercanías del paseo del Malecón, del que toma el nombre.
Con la construcción de esta Pasarela cambió la imagen de los puentes sobre el río Segura a su paso por la ciudad. Posteriormente se inaugurarían dos del arquitecto Santiago Calatrava, el puente de Vistabella y la reforma del puente del Hospital.

## Características
Se trata de un puente de tirantes con un cierto aire a barco de vela, formado por una estructura de acero de 110 000 kilogramos de peso, de 60 metros de largo por 6 de ancho que puede sostener hasta 80 000 kilogramos de peso, según las pruebas de carga que se realizaron tras la terminación de la obra. Los informes técnicos señalaron que bajo esta pasarela puede pasar un volumen superior en caudal al que aguanta el puente de los Peligros.
Dispone de un mástil de 15 metros de altura, al que van unidos 30 tirantes de acero, con una medida total de 1100 metros; treinta son los que sostienen la base y otros quince actúan de contrapeso entre la estructura y el islote artificial, formado en el lecho del río, y en el que está colocado el mástil. 
La construcción del mástil y de las cinco piezas que forman la pasarela se realizó en Oviedo. En Murcia se procedió al ensamblaje. Tres tramos se montaron en un lado del río y dos en el otro, para cuya unión hubo que poner, antes de dragar el río, unos postes de acero para equilibrarlos y poderlos unir. Una vez que estaban los tensores colocados, se procedió a retirar los apoyos que tenían a lo largo del río.
El sistema de iluminación está formado por luces situadas a lo largo de la pasarela, con el fin de iluminar los tirantes de acero. La isla artificial, con cimentación de hormigón armado, se reforzó con postes de acero que están hincados en el suelo sobre la zona seca que hay debajo del río.